# Obrezina
Obrezina is een plaats in de gemeente Velika Gorica in de Kroatische provincie Zagreb. De plaats telt 570 inwoners (2001).